# Erbium(III)-bromid
Erbium(III)-bromid ist eine anorganische chemische Verbindung des Erbiums aus der Gruppe der Bromide.

## Gewinnung und Darstellung
Erbium(III)-bromid kann durch Reaktion von Erbium mit Brom gewonnen werden.
{\displaystyle \mathrm {2\ Er+3\ Br_{2}\longrightarrow 2\ ErBr_{3}} }

## Eigenschaften
Erbium(III)-bromid ist ein rosafarbener Feststoff, der wenig löslich in Wasser ist. Er besitzt eine trikline Kristallstruktur vom Eisen(III)-chlorid-Typ mit der Raumgruppe P1 (Raumgruppen-Nr. 1).